# هیپوبرمیت
هیپوبر کارتینیت
(به انگلیسی: Hypobromite) با فرمول شیمیایی BrO یک ترکیب شیمیایی با شناسه پاب‌کم ۵۴۶۰۶۲۶ است. که جرم مولی آن ۹۵٫۹۰۴ می‌باشد. 